# Trachypollia turricula
Trachypollia turricula är en snäckart som först beskrevs av von Maltzan 1884.  Trachypollia turricula ingår i släktet Trachypollia och familjen purpursnäckor. Inga underarter finns listade i Catalogue of Life.